# Manažer štěstí
Manažer štěstí anglicky Happiness manager (někdy také Happiness Expert nebo Happiness Officer) je firemní funkce lidí, kteří mají za úkol pečovat o psychickou vyrovnanost zaměstnanců, dobré mezilidské vztahy na pracovišti, udržování pracovní motivace zaměstnanců a posuzování vhodnosti uchazečů o zaměstnání.

## Cíle činnosti
Cílem manažera štěstí je dosažení a udržení spokojenosti zaměstnanců, nastolení rovnováhy mezi pracovním a osobním životem zaměstnanců a zachování pozitivních vztahů. To se má následně projevit zvýšením stability zaměstnanců a efektivity i produktivity práce. Dále má manažer štěstí inspirovat a motivovat ostatní zaměstnance a v případě potíží nabídnout terapeutickou pomoc.

### Kritika
Podle některých zdrojů se manažeři štěstí objevují především tam, kde práce nedává zaměstnancům smysl. Podle jiných je sám název manažer štěstí protismyslný, protože manažer neřídí existující štěstí, ale snaží se odstraňovat úzkost a beznaděj. V souladu s tím česká manažerka štěstí uvedla, že řeší především spolupráci v týmu, syndrom vyhoření nebo motivaci zaměstnanců.

## Metody
Mezi metody manažerů štěstí patří například pořádání týmových i individuálních terapií, obesílání zaměstnanců dotazníky a jejich vyhodnocování nebo také mediace vzniklých sporů. Měl by být vzdělán v oblasti psychologie i personalistiky.

## Štěstí v práci v Česku
Podle reprezentativních průzkumů, které v roce 2019 a 2021 realizovala výzkumná agentura STEM/MARK pro personální společnost Předvýběr.cz, bylo před koronavirovou pandemií v práci šťastných 78,3 % zaměstnanců, o dva roky po pandemii jejich podíl vyrostl na 79,7 %., přičemž pro zaměstnance je důležitější, aby je práce bavila (38,2 % respondentů) než dobrá výplata (29,7 %). .

## Hrubé národní štěstí
Bez zajímavosti není, že od roku 1972 prosazuje vláda v Bhútánu koncept hrubého národního štěstí, který se od roku 2008 stal oficiálním cílem tamní vlády. Valné shromáždění OSN v roce 2011 vyzvalo ostatní země, aby štěstím začaly poměřovat kvalitu lidského života.